# Episodi di Danny Phantom (terza stagione)
La terza stagione della serie animata Danny Phantom, composta da 13 episodi, è stata trasmessa negli Stati Uniti, da Nickelodeon, dal 9 ottobre 2006 al 24 agosto 2007.
| nº | Titolo originale        | Titolo italiano           | Prima TV USA   |
| -- | ----------------------- | ------------------------- | -------------- |
| 1  | Eye for an Eye          | Il nuovo sindaco          | 20 agosto 2007 |
| 2  | Infinite Realms         | Una mappa speciale        | 9 luglio 2007  |
| 3  | Girls' Night Out        | Sfida al femminile        | 10 luglio 2007 |
| 4  | Torrent of Terror       | Torrente di terrore       | 11 luglio 2007 |
| 5  | Forever Phantom         | Il prezzo della gloria    | 12 luglio 2007 |
| 6  | Urban Jungle            | Giungla urbana            | 9 ottobre 2006 |
| 7  | Livin' Large            | Il mondo è in pericolo    | 13 luglio 2007 |
| 8  | Boxed Up Fury           | La vendetta di Ghost Box  | 21 agosto 2007 |
| 9  | Frightmare              | L'incubo                  | 22 agosto 2007 |
| 10 | Claw of the Wild        | Avventura nella foresta   | 23 agosto 2007 |
| 11 | D-Stabilized            | Il ritorno di Dani        | 24 agosto 2007 |
| 12 | Phantom Planet (Part 1) | Pianeta Phantom (Parte 1) | 24 agosto 2007 |
| 13 | Phantom Planet (Part 2) | Pianeta Phantom (Parte 2) | 24 agosto 2007 |

## Il nuovo sindaco
- Titolo originale: Eye for an Eye
- Diretto da: Butch Hartman, Gary Conrad, Wincat Alcala
- Scritto da: Sib Ventress

### Trama
Danny e Vlad si bersagliano a vicenda con scherzi piuttosto pesanti.

## Una mappa speciale
- Titolo originale: Infinite Realms
- Diretto da: Wincat Alcala, Gary Conrad, Butch Hartman
- Scritto da: Butch Hartman

### Trama
Sam, Tucker e Danny vagano persi nella zona fantasma, alla ricerca, vana, dell'uscita.

## Sfida al femminile
- Titolo originale: Girls' Night Out
- Diretto da: Wincat Alcala, Gary Conrad, Butch Hartman
- Scritto da: Kevin Sullivan

### Trama
Ember, Kitty e Spectra, dopo aver litigato coi rispettivi fidanzati, decidono di piombare a Amity Park e far sparire tutti gli uomini.

## Torrente di terrore
- Titolo originale: Torrent of Terror
- Diretto da: Wincat Alcala, Gary Conrad, Butch Hartman
- Scritto da: Butch Hartman, Sib Ventress

### Trama
Vortex, un fantasma che ha il potere di mutare le condizioni meteorologiche, riesce a liberarsi dal controllo del Gran Consiglio dei Giudici.

## Il prezzo della gloria
- Titolo originale: Forever Phantom
- Diretto da: Wincat Alcala, Gary Conrad, Butch Hartman
- Scritto da: Butch Hartman

### Trama
Danny, con le sue eroiche imprese da fantasma, suscita l'ammirazione di tutti i cittadini.

## Giungla urbana
- Titolo originale: Urban Jungle
- Diretto da: Wincat Alcala, Gary Conrad, Butch Hartman
- Scritto da: Butch Hartman

### Trama
Il vegetale fantasma Undergrowth infesta Amity Park creando una progenie vegetale.

## Il mondo è in pericolo
- Titolo originale: Livin' Large
- Diretto da: Wincat Alcala, Gary Conrad, Butch Hartman
- Scritto da: Mark Drop

### Trama
Gli uomini in bianco comprano il laboratorio dei Fenton, con il segreto intento di lanciare un missile attraverso il portale fantasma e distruggere la zona spettrale.

## La vendetta di Ghost Box
- Titolo originale: Boxed Up Fury
- Diretto da: Wincat Alcala, Gary Conrad, Butch Hartman
- Scritto da: Kevin Sullivan

### Trama
Ghost Box è deluso dal fatto di non far mai paura a nessuno.

## L'incubo
- Titolo originale: Frightmare
- Diretto da: Butch Hartman, Gary Conrad, Wincat Alcala
- Scritto da: Kevin Sullivan

### Trama
Tutta la città cade addormentata per opera di Nocturn, il re dei sogni!

## Avventura nella foresta
- Titolo originale: Claw of the Wild
- Diretto da: Butch Hartman, Gary Conrad, Wincat Alcala
- Scritto da: Kevin Sullivan

### Trama
Un entusiasta Sam e i molto meno entusiasti Danny e Tucker partono per il campo estivo con i compagni di scuola.

## Il ritorno di Dani
- Titolo originale: D-Stabilized
- Diretto da: Butch Hartman, Gary Conrad, Wincat Alcala
- Scritto da: Amy Keating Rogers

### Trama
Danielle è tornata ad Amity Park ma ha un problema: la sua forma fantasma si sta esaurendo. Nel frattempo, Vlad ordina all'ignara Valerie di catturare Danielle, per rubarle il DNA con cui fabbricare un clone migliore.

## Pianeta Phantom
- Titolo originale: Phantom Planet
- Diretto da: Butch Hartman
- Scritto da: Butch Hartman

### Trama
Danny, dopo essere stato pubblicamente svergognato dalla nuova squadra di cacciatori di fantasmi di Vlad, vuole essere di nuovo normale. Quindi si sbarazza dei suoi poteri riattivando il Fenton Portal dopo che Jack lo ha smantellato per un aggiornamento del software. Tuttavia, un asteroide fatto di Ectoranium minaccia la Terra, e Vlad dopo aver rivelato a tutti di essere Plasmius non riesce a fermarlo. Il mondo ora si affida a un Danny impotente per ottenere aiuto dai fantasmi nella Zona Fantasma!